# Dan Osman
Dan Osman (11 de febrero de 1963 - 23 de noviembre de 1998) fue un practicante de deportes extremos como la escalada natural o sin cuerda, o la caída libre controlada (saltar un acantilado de hasta cientos de metros y al final ser frenado por una cuerda de seguridad), con una marca de 322 metros. Protagonizó varios vídeos de escalada natural contribuyendo a la popularización de esta especialidad.
Nació en la región de Lago Tahoe, California, y comenzó a escalar a los 12 años. Tuvo una hija, Emma.

## Fallecimiento
Murió en un accidente deportivo el 23 de noviembre de 1998, a los 35 años, tras fallar una cuerda mientras practicaba una caída libre controlada desde la Leaning Tower en el Parque nacional de Yosemite, California. Dan regresó para desmantelar la torre de salto, pero decidió realizar varios saltos antes de hacerlo. Al parecer, un cambio en el ángulo del lugar del salto causó probablemente que las cuerdas se cruzaran y enredaran, provocando que la cuerda se cortara al fundirse por la fricción. Daisher Miles, que se encontraba junto a Osman en el momento del salto, señaló que los cables utilizados habían estado expuestos a las inclemencias del tiempo - incluyendo la lluvia y la nieve - durante más de un mes, pero que fueron usados sin ningún tipo de problema en otros saltos el día anterior y ese mismo día.

## Información adicional
Entre sus hazañas deportivas se encuentran:
- Máx. grado encadenado: 8b+ en "Slayer", Cave Rock.

Algunos de sus solos más importantes:
- Space Walk (7a), en Tahoe, con 18 años.
- Atlantis (6c+) en Needles, a vista.
- Insomnia crack (6c+), en Suicide Rock, a vista.
- Gun club (7b+), en New River Gorge.

Saltos
- Más de 1000 saltos en los últimos 10 años.
- En julio de 1998 diseña el sistema de la tirolina, y realiza saltos de 225, 240, 255, 270, 400 y, finalmente, un último salto de 12m en Yosemite.